# Залесе (Слупецький повіт)
Залесе (пол. Zalesie) — село в Польщі, у гміні Заґурув Слупецького повіту Великопольського воєводства.
Населення — 49 осіб (2011).
У 1975—1998 роках село належало до Конінського воєводства.

## Демографія
Демографічна структура станом на 31 березня 2011 року:
|          | Загалом | Допрацездатний вік | Працездатний вік | Постпрацездатний вік |
| -------- | ------- | ------------------ | ---------------- | -------------------- |
| Чоловіки | 26      | 5                  | 19               | 2                    |
| Жінки    | 23      | 3                  | 12               | 8                    |
| Разом    | 49      | 8                  | 31               | 10                   |